# Ersan Ilyasova
Ersan İlyasova (Eskişehir, Turquía, 15 de mayo de 1987) es un jugador de baloncesto turco que se encuentra sin equipo. Mide 2,06 metros de estatura, y juega en la posición de ala-pívot.

## Trayectoria deportiva

### Europa

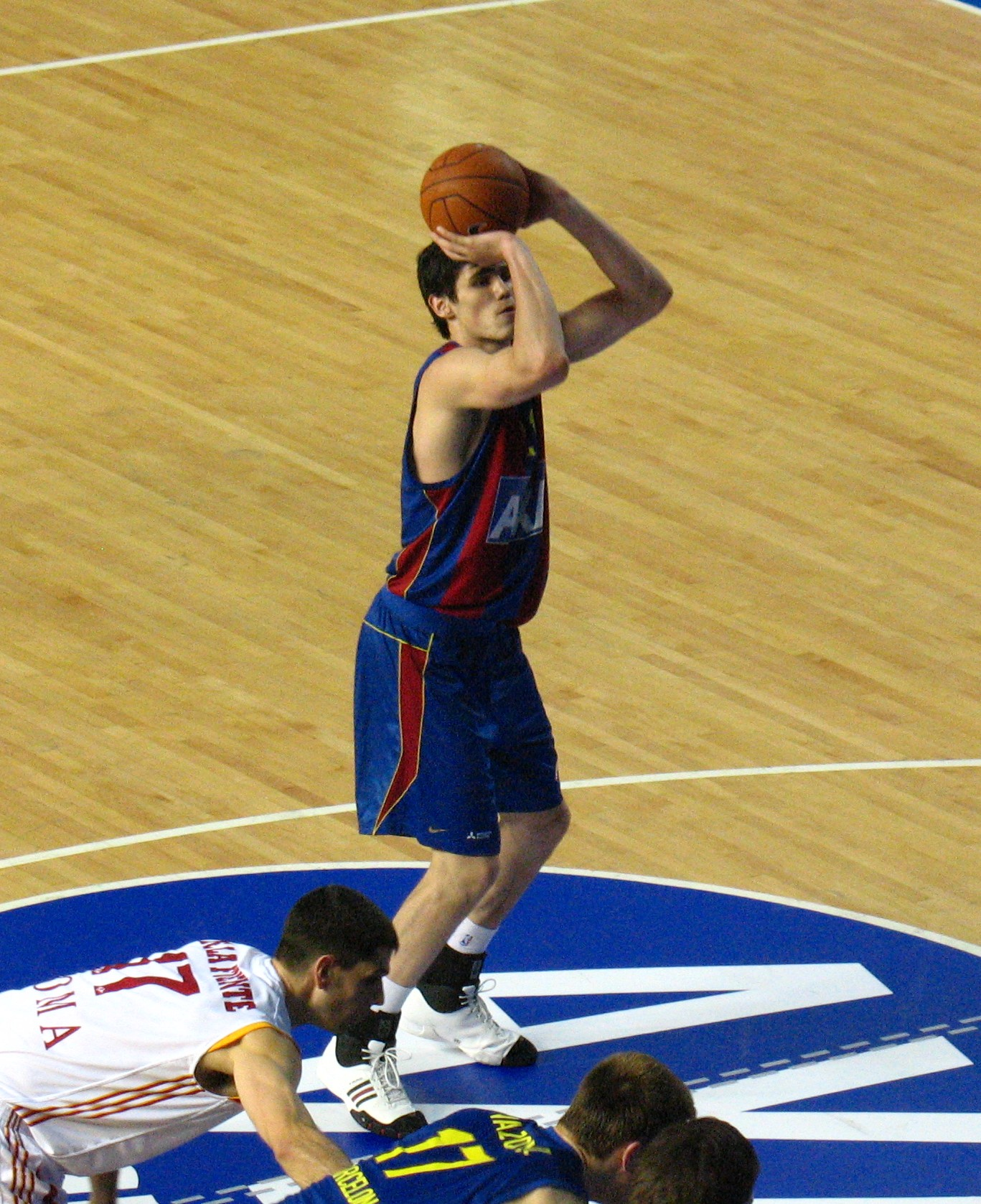
Ilyasova se dispone a lanzar un tiro libre en un partido con el FC Barcelona en febrero de 2008.

İlyasova empezó jugando al baloncesto en el Ulker Spor de Turquía, equipo que lo cedió en la 2003-04 al Yesilyurt Istanbul, de la 2.ª división turca. Durante la 2004-05 debutó con el Ulker con quien ganó la Copa. Promedió 3,9 puntos y 3,5 rebotes, y participó con el equipo en la Euroliga. Fue miembro de la selección turca cadete y júnior. En julio de 2006 logró la medalla de plata en el Europeo sub-20 de Izmir, donde se alzó con el MVP. En 2003 también logró idéntica medalla pero con los cadetes. En aquella competición tuvo de media 20.5 puntos, 10 rebotes y 3.3 robos.

### NBA
Fue elegido por Milwaukee Bucks en 2ª ronda (puesto 36) del draft de 2005 y firmó un contrato de dos años el 23 de agosto de 2005. Durante la 2005-06 fue enviado a los Tulsa 66ers de la NBDL, por lo que no jugó ningún partido en la NBA. Sus promedios fueron de 12.5 puntos y 7 rebotes.
En la temporada 2006-07, y debido a la plaga de lesiones que asoló a los Bucks (especialmente Bobby Simmons, Charlie Villanueva y Michael Redd), contó con oportunidades para demostrar su valía. Y así hizo. Firmó su mejor actuación el 17 de enero de 2007 ante Chicago Bulls con 22 puntos y 9 rebotes, logrando su tope en puntos y rebotes. Durante ese mes de enero, sus promedios se dispararon a 9.5 puntos y 4.7 rebotes. En marzo hizo 6.8 puntos y en abril 7.8 puntos y 3.4 rebotes. Sus números al finalizar su temporada como novato en la liga fueron de 6.1 puntos y 2.9 rebotes.
Se trata de uno de los jugadores a los que se le presupone mayor proyección dentro de la liga. Con 19 años ha contado con minutos en su primera temporada en Milwaukee Bucks. Durante la segunda mitad de la temporada hizo en muchas ocasiones las veces de 6º hombre. Tiene un físico privilegiado que le permite ser versátil, jugar tanto por fuera como por dentro, donde no suele hacerlo. Su especialidad radica en el tiro exterior y, pese a su altura, le gusta jugar mucho más por fuera, donde aprovecha mejor sus cualidades.
En 2007 firma un contrato por dos años por el AXA Barcelona de la Liga ACB, tras el cual tiene intención de regresar a la NBA. En julio de 2009 se confirma su retorno a Milwaukee Bucks, equipo con el que ha firmado por tres temporadas.
El 18 de febrero de 2016 fue traspasado junto con Brandon Jennings a los Orlando Magic a cambio de Tobias Harris.
El 23 de junio de 2016 fue traspasado junto con Victor Oladipo y los derechos sobre Domantas Sabonis a los Oklahoma City Thunder a cambio de Serge Ibaka.
El 22 de febrero de 2017 fue traspasado a Atlanta Hawks a cambio de Tiago Splitter y otras consideraciones.
Tras otra media temporada en Atlanta, el 28 de febrero de 2018, firma de nuevo con los Philadelphia 76ers.
Ya en verano de 2018, el 16 de julio, İlyasova firma un contrato con los Milwaukee Bucks, la que sería su tercera etapa en la franquicia.
Tras dos años en Milwaukee, el 19 de noviembre de 2020 es cortado por los Bucks. El 9 de marzo de 2021, firma por Utah Jazz hasta final de temporada.
El 22 de diciembre de 2021, firma un contrato de 10 días con Chicago Bulls, pero no llega a debutar.

## Selección nacional
Ilyasova fue miembro de los seleccionados juveniles de baloncesto de Turquía, llegando a actuar en el Campeonato Europeo de Baloncesto Masculino Sub-20 de 2006 donde su equipo terminó como subcampeón y él fue reconocido como el MVP del torneo.
Posteriormente, con la selección absoluta, disputó tres ediciones de la Copa Mundial de Baloncesto (2006, 2010 y 2019) y cinco del Eurobasket (2007, 2009, 2011, 2013 y 2015).

## Estadísticas de su carrera en la NBA

### Temporada regular
| Año     | Equipo        | PJ  | PT  | MPP  | %TC  | %3P  | %TL   | RPP | APP | ROB | TPP | PPP  |
| ------- | ------------- | --- | --- | ---- | ---- | ---- | ----- | --- | --- | --- | --- | ---- |
| 2006-07 | Milwaukee     | 66  | 14  | 14.7 | .383 | .365 | .787  | 2.9 | .7  | .4  | .3  | 6.1  |
| 2009-10 | Milwaukee     | 81  | 31  | 23.4 | .443 | .336 | .715  | 6.4 | 1.0 | .7  | .3  | 10.4 |
| 2010-11 | Milwaukee     | 60  | 34  | 25.1 | .436 | .298 | .894  | 6.1 | .9  | .9  | .4  | 9.5  |
| 2011-12 | Milwaukee     | 60  | 41  | 27.6 | .492 | .455 | .781  | 8.8 | 1.2 | .7  | .7  | 13.0 |
| 2012-13 | Milwaukee     | 73  | 54  | 27.6 | .462 | .444 | .796  | 7.1 | 1.6 | .9  | .5  | 13.2 |
| 2013-14 | Milwaukee     | 55  | 47  | 26.9 | .409 | .282 | .823  | 6.2 | 1.3 | .8  | .1  | 11.2 |
| 2014-15 | Milwaukee     | 58  | 36  | 22.7 | .472 | .389 | .645  | 4.8 | 1.0 | .6  | .3  | 11.5 |
| 2015-16 | Detroit       | 52  | 52  | 27.6 | .425 | .363 | .725  | 5.4 | 1.1 | .7  | .5  | 11.3 |
| 2015-16 | Orlando       | 22  | 4   | 20.3 | .418 | .409 | .711  | 5.5 | .5  | .6  | .3  | 8.1  |
| 2016-17 | Oklahoma City | 3   | 0   | 20.8 | .375 | .250 | .000  | 5.3 | .3  | 1.0 | .3  | 5.0  |
| 2016-17 | Philadelphia  | 53  | 40  | 27.3 | .440 | .359 | .768  | 5.9 | 1.8 | .6  | .3  | 14.8 |
| 2016-17 | Atlanta       | 26  | 12  | 24.3 | .412 | .348 | .800  | 5.8 | 1.6 | .8  | .3  | 10.4 |
| 2017-18 | Atlanta       | 46  | 40  | 25.5 | .459 | .359 | .800  | 5.5 | 1.1 | 1.0 | .4  | 10.9 |
| 2017-18 | Philadelphia  | 23  | 3   | 24.1 | .439 | .361 | .733  | 6.7 | 1.7 | .7  | .4  | 10.8 |
| 2018-19 | Milwaukee     | 67  | 7   | 18.4 | .438 | .363 | .824  | 4.5 | .8  | .5  | .3  | 6.8  |
| 2019-20 | Milwaukee     | 63  | 8   | 15.7 | .466 | .365 | .828  | 4.8 | .8  | .4  | .3  | 6.6  |
| 2020-21 | Utah          | 17  | 1   | 8.7  | .389 | .439 | 1.000 | 1.7 | .2  | .6  | .2  | 3.8  |
| Total   | Total         | 825 | 424 | 23.0 | .443 | .367 | .777  | 5.6 | 1.1 | .7  | .4  | 10.1 |

### Playoffs
| Año   | Equipo       | PJ | PT | MPP  | %TC  | %3P  | %TL   | RPP | APP | ROB | TPP | PPP  |
| ----- | ------------ | -- | -- | ---- | ---- | ---- | ----- | --- | --- | --- | --- | ---- |
| 2010  | Milwaukee    | 7  | 0  | 22.4 | .480 | .357 | .833  | 7.6 | .4  | .7  | .1  | 9.7  |
| 2013  | Milwaukee    | 4  | 4  | 29.3 | .435 | .400 | 1.000 | 7.3 | 1.8 | 1.3 | .3  | 11.5 |
| 2015  | Milwaukee    | 6  | 6  | 23.7 | .328 | .217 | .700  | 3.8 | .5  | .8  | .5  | 8.7  |
| 2017  | Atlanta      | 6  | 0  | 15.0 | .348 | .200 | .778  | 5.2 | .3  | .2  | .0  | 4.0  |
| 2018  | Philadelphia | 10 | 1  | 23.3 | .429 | .290 | .571  | 7.6 | 1.3 | .7  | .4  | 9.3  |
| 2019  | Milwaukee    | 15 | 0  | 18.1 | .432 | .300 | .800  | 4.7 | 1.4 | .7  | .4  | 6.8  |
| 2020  | Milwaukee    | 3  | 0  | 7.7  | .333 | .200 | 1.000 | 1.3 | .0  | .7  | .0  | 3.0  |
| 2021  | Utah         | 1  | 0  | 3.0  | .500 | .000 | 1.000 | .0  | .0  | .0  | .0  | 4.0  |
| Total | Total        | 52 | 11 | 20.0 | .413 | .287 | .753  | 5.5 | .9  | .7  | .3  | 7.7  |

## Vida privada
Ilyasova es étnicamente un tártaro de Crimea y profesa el Islam como religión.

### Controversia sobre su identidad
Ilyasova ha sido el objeto de una controversia entre la Federación de Baloncesto de Uzbekistán y la Federación Turca de Baloncesto sobre su nombre real y su lugar y fecha de nacimiento. Según los uzbekos, en agosto de 2002 un hombre de nacionalidad uzbeka de 18 años de edad llamado Arsen Ilyasov ingresó a Turquía en calidad de inmigrante y luego se perdió todo rastro de él; al mes siguiente otro hombre de nacionalidad turca registró formalmente ante las autoridades del país el nacimiento de su hijo, Ersan Ilyasova, el cual se había producido 15 años antes. La extraña situación motivó a la FBU a elevar un reclamo ante la FIBA, sosteniendo que Ilyasova no podía jugar para la selección de baloncesto de Turquía sin ocupar la plaza para jugadores nacionalizados que permite el reglamento. Sin embargo la FIBA revisó el caso y falló a favor de la FBT, señalando que, con base en toda la documentación disponible, se constataba que el jugador era en efecto un ciudadano turco nacido en 1987.